# Bitva u Amfipole
Bitva u Amfipole proběhla roku 422 př. n. l. mezi Athénami a Spartou. Během peloponéské války se v roce 424 př. n. l. podařilo spartskému králi Brasidovi obsadit bohaté město Amfipolis, ležící u ústí řeky Strymonas do Strymonského zálivu. Díky blízkému pohoří Pangio s vydatnými zlatými doly to bylo nejvýznamnější město celé oblasti, proto bylo v Athénách rozhodnuto o jeho znovudobytí. Úkolem byl pověřen Kleón, který se svým dvoutisícovým vojskem přitáhl k Amfipoli a oblehl ji v roce 422 př. n. l. Spartské vojsko, skryté za až 15 m vysokými hradbami využilo přesunu Athéňanů a nečekaně jim vpadlo do boku. Došlo k bitvě, ve které zahynulo 660 Athéňanů včetně Kleóna a jen 8 Sparťanů včetně krále Brasida. Na straně Athéňanů bojoval v této bitvě i Sókratés.
Smrt obou velitelů a stoupenců tvrdé linie v této bitvě otevřela prostor k uzavření mírové dohody. Mír sjednaný touto smlouvou roku 421 je podle svého strůjce nazýván Níkiův.